# Макха Буча

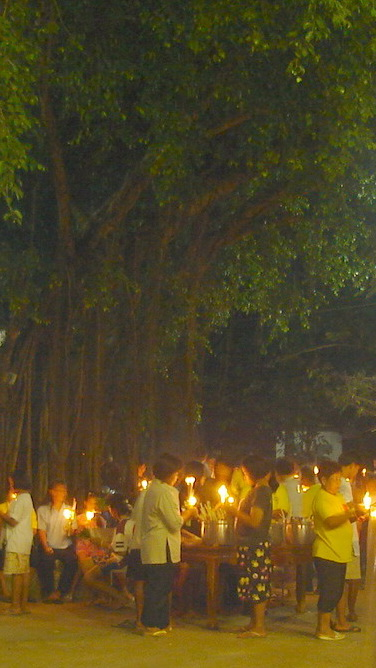
Макха Буча в Wat Khung Taphao, провинции Уттарадит, Таиланд

Макха Буча (тайск. มาฆบูชา) — буддийский праздник, который отмечают в Таиланде, Камбодже, Лаосе, Мьянме и Шри-Ланке. Праздник приходится на полнолуние третьего лунного месяца, что обычно выпадает на февраль или март. В этот день буддисты вспоминают встречу 1250 архатов, собравшихся когда-то перед Буддой в одно и тоже время без предварительной договорённости. Каждый из прибывших учеников ранее был принят в Сангху лично самим Буддой. В этот день празднуют создание идеальной и образцовой общины, именно поэтому событие иногда называют День Сангхи.
Во время праздничной церемонии участники три раза обходят алтарь по часовой стрелке, держа в руках зажжённые свечи. Главная цель праздника — выражение почтения этому важному для буддистов событию.

## Этимология и дата празднования
Слово Māgha происходит от названия третьего месяца традиционного индийского календаря, когда отмечается этот праздник. Кроме того, в индийской астрономии так называется созвездие, которое в это время на небосводе находится близко к полной луне. Макха Буча проводится в полнолуние. В високосный год празднование переносят на полнолуние четвёртого лунного месяца. В Мьянме этот праздник отмечают в Табонге, последнем, двенадцатом месяце традиционного бирманского календаря.

## Значение
День Макха Буча знаменует собой событие, которое произошло в роще Велувана, недалеко от Раджагахи (современный Раджгир) в северной Индии через десять месяцев после просветления Будды. Традиционная история гласит, что во второй половине дня состоялось собрание, имевшее четыре характеристики и известное как пали cāturaṅgasannipāta:
1. 1250 учеников Будды собрались, не сговариваясь предварительно, чтобы увидеть учителя[2].
2. Все они были архатами.[1]
3. Все были рукоположены самим Буддой, а потому являлись его прямыми духовными последователями[1][9].
4. Это произошло в полнолуние третьего лунного месяца[2].

Благодаря этим четырём характеристикам Макха Бучу называют Четырёхфакторным собранием. По этому случаю Будда преподал собравшимся краткое изложение Дхаммы — Овадапатимокху (пали Ovādapātimokkha). В ней были сформулированы следующие принципы:
- Терпение[англ.]и прощение есть высший аскетизм
- Постигшие говорят, что Ниббана является наивысшей
- Не отшельник тот, кто вредит другому
- Досаждающий другому — не аскет[10]
- Не делание всякого зла
- Принятие благотворного
- Очищение своего ума[8][11]
- Избегание оскорблений и причинения вреда, сдержанность согласно Патимоккхе
- Умеренность в еде, жизнь в уединении
- Приверженность возвышенному уму — таково наставление постигших[12].

Согласно традиционным палийским комментариям Будда учил этому краткому объяснению в течение двадцати лет, а потом ритуал был заменён декламацией монашеского кодекса самими членами Сангхи. Сегодня на празднике Макха Буча буддисты празднуют создание идеальной и образцовой общины. На Шри-Ланке считается, что в этот день Будда объявил Шарипутру и Маугдальяяну своими старшими учениками. Помимо религиозного значения Макха Буча в Юго-Восточной Азии символизирует окончание сельскохозяйственного года, поскольку отмечается после сбора урожая.
Макха Буча также считается днём, когда спустя 45 лет после собрания архатов Будда объявил в Весали, что достигнет паринирваны в течение трёх месяцев, а после объявления произошло сверхъестественное землетрясение.

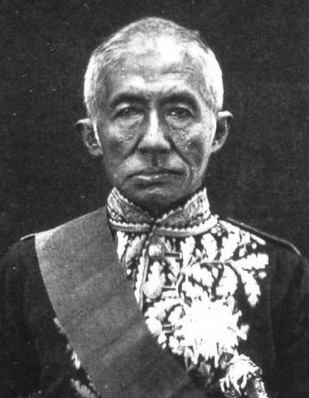
Король Рама IV

## История
Мало что известно о том, как традиционные буддийские общества отмечали это событие в далёкие от современности времена, но праздник Макха Буча был признан и отмечался в Ланнатае, Лансанге и Исане. Практики поклонения, вероятно, сильно варьировались. Первое известное в наше время празднование произошло во время правления тайского короля Рамы IV (1804—1868), который сделал его в 1851 году официальной церемонией. Король рассудил, что «Макха Буча было важным собранием, буддийским чудом. Поэтому мудрые и знающие люди используют эту возможность почтить Будду и 1250 архатов, чтобы укрепить веру и осознать безотлагательность практики». Впервые церемония была проведена исключительно в королевском дворце, в Храме Изумрудного Будды. Вечером 31 монахи из храмов Ват Бовоннивет Вихара и Ват Ратчапрадит декламировали Овадапатимокху, зажгли фонарики вокруг убосота (зала, где проводится посвящение в монахи) и прочитали наставление об Овадапатимокхе на пали и тайском языках. В дальнейшем король или его представитель присоединялся к ежегодной церемонии. Считается, что текст для декламации по поводу события был составлен Рамой IV. В рамках предпринимаемых мер по централизации и упорядочению тайского буддизма преемник Рамы IV Рама V (1853—1910) расширил эту практику и сделал её общенациональным праздником в Храме Изумрудного Будды. В 1913 году он официально объявил день Макха Бучи государственным праздником, начав проводить церемонии не только во дворце, но и в других местах. К 1937 году церемония широко отмечалась по всему Таиланду, но к 1957 году она вышла из обихода. Её возрождению способствовал Верховный Патриарх Таиланда Плод Киттисобхано. Из Таиланда эта практика распространилась в соседние страны, в которых проживает большинство буддистов Тхеравады.

## Празднование
Участвуя в Макха Буче миряне накапливают заслуги. Обычно это делается для того, чтобы получить благое перерождение в цикле сансары. Миряне участвуют в процессиях, зажигают свечи, посещают проповеди в монастырях и делают подношения монахам, а также медитируют и исполняют буддийские песнопения. Кроме того, прихожане иногда выпускают на волю животных. В этот день люди принимают пять буддийских нравственных обетов. Наиболее широко Макха Буча отмечается в Таиланде, но и в большинстве стран Юго-Восточной Азии, таких как Лаос и Мьянма, этот день является общенациональным праздником.

### Таиланд
В Таиланде Макха Буча объявлен национальным праздником, с 2015 года продажа алкоголя в этот день строго запрещена. Вечером в городских храмах проходит процессия при свечах и вокруг главного убосота совершают обход, называемый wian thian (wian означает кружить вокруг; thian — свеча). Прихожане накапливают заслуги, посещая храмы и присоединяясь к мероприятиям. Согласно опросу, проведённому в 2019 году университетом Суан Дусит среди 5335 респондентов разного возраста миряне отмечают Макха Бучу следующим образом:
| Деятельность                                            | % респондентов |
| ------------------------------------------------------- | -------------- |
| Совершение даны монахам                                 | 56 %           |
| Обретение заслуг                                        | 55 %           |
| Воздержание от развлечений, ночной жизни и азартных игр | 48 %           |
| Посещение храмов вместе с друзьями и семьёй             | 45 %           |
| Участие в храмовой процессии со свечами                 | 44 %           |
| Слушание буддийский проповедей                          | 35 %           |
| Подношение пищи монахам в храме                         | 28 %           |
| Принятие и соблюдение пяти обетов                       | 26 %           |
| Медитация                                               | 26 %           |
| Буддийская декламация                                   | 21 %           |

Иногда проводятся также специальные мероприятия, такие как чтение всей Типитаки и церемонии принятия мирянами прибежища в Трёх Драгоценностях. Особенно зрелищное празднование проводится в храме Дхаммакая. В Северном Таиланде праздник Макха Буча был введён в обиход только в 1960-х годах монахом по имени Паньянанда Бхикху. Обычно празднования не имеют такого размаха, как в Центральном Таиланде, из-за уменьшения влияния на Севере Высшего Совета Сангхи. Процессия при свечах стала ассоциироваться с Макха Бучей только в 1990-х годах. В это время в Северном и Северо-Восточном Таиланде обычно поклоняются буддийским реликвиям.
В 2006 году правительство Таиланда сделало заявление о том, что Макха Бучу следует отмечать как «национальный день благодарности». Праздник духовной любви и благодарности был задуман как альтернатива Дню Святого Валентина, который тайская молодёжь часто рассматривает как повод потерять девственность. Степень информированности тайского народа о Макха Буче является спорным вопросом: в 2017 году Национальный институт управления развитием (NIDA) провёл опрос среди 1250 человек различного происхождения и выяснил, что 58 % не знали, почему Макха Буча важен с точки зрения буддизма, а 75 % были не в курсе, что это «день благодарности». Однако опрос Дусит показал, что 75 % смогли сказать, что Макха Буча является днём, когда Будда учил своих учеников Овадапатимокхе, а 66 % знали, что именно в этот день 1250 учеников Будды спонтанно собрались вместе.

### Другие страны
Праздник Макха Буча отмечают также на Шри-Ланке. Вечером проходит шествие, называемое Гангарама Навам, в котором участвуют около 5000 человек и множество слонов. Эта традиция началась в Шри-Ланке в 1980-х годах. Празднование продолжается два дня. В процессии также участвуют монахи, декламирующие тексты паритта-сутт. Во время шествия выступают танцоры, принадлежащие к нескольким религиозным традициям.

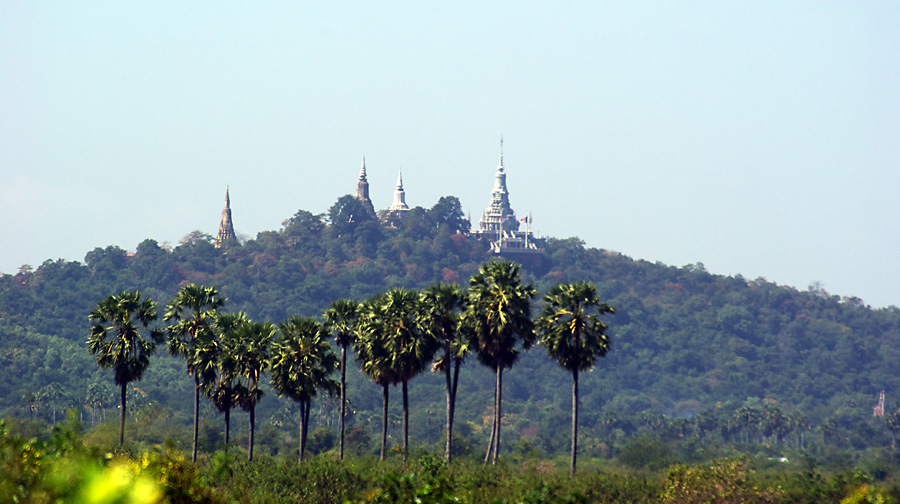
Празднования Макха Бучи в Камбодже проходят на холме Удонг.

В Камбодже также проводятся различные торжества. Так, в 2019 году к церемонии, посвящённой Макха Буче на горе Пре Рич Троп, присоединилось от 30 000 до 50 000 участников. Многие тысячи людей совершают пожертвования на холме Пном Удонг. В этот день миряне накапливают заслуги, готовят еду для пожилых людей или родителей, прибираются в домах. С конца 2010 годов этот день стал более популярным среди молодёжи и во всё большем количестве пагод организовывают церемонии. В мае 2019 года министерство информации Камбоджи предложило ввести запрет на рекламу алкоголя во время празднования Макха Бучи и Весака. Премьер-министр Хун Сен и министерство по делам культов и религий содействовали проведению мероприятий в этот день, а также просвещению молодёжи по этому вопросу. Однако в августе 2019 года местные средства массовой информации сообщили, что правительство Камбоджи исключило Макха Бучу из списка национальных праздников, чтобы повысить конкурентоспособность страны, поскольку праздничных дней стало слишком много.
В Мьянме Макха Бучу отмечают в полнолуние месяца Табонг по местному традиционному календарю. Согласно традиции, считается, что в этот день царь Уккалапа завершил строительство пагоды Шведагон и поместил в неё волос Будды. За пятнадцать дней до этого полнолуния проводится фестиваль пагоды Шведагон, на котором совершается церемония подношения 28 Буддам (от Танханкары до Готама Будды) с последующей 10-дневной непрерывной декламацией буддийских текстов. В это время бирманские верующие накапливают заслуги и медитируют, а в Мандалае и на севере страны возводят песчаные пагоды в честь Будды. В этот период в пагодах проводятся и другие праздники, в том числе фестиваль пагоды Шве Сеттау в посёлке Минбу округа Магуэ и фестиваль пагоды Алаунгдо Катхапа вблизи национального парка Алаунгдо Катхапав регионе Сикайн. Также часто посещают пагоду Ботахтаунги Суле. В это время очень популярна пагода Чайттийо, прихожане зажигают вокруг валуна под пагодой тысячи свечей.
Праздник, подобный Макха Буче, отмечают китайские общины. Кроме того, Макха Буча стал популярным событием среди новообращённых буддистов на Западе, которые в этот день обмениваются подарками.